# Daagbo
Vicentia Tadagbé Tchranvoukinni, connu sous l'appellation de Daagbo ou Parfaite de Banamè, nait en 1990. Elle fonde le mouvement religieux de Banamè au Bénin.

## Histoire de la création de la secte de Banamè
Le 13 janvier 2009 à Banamè, au Bénin, une jeune femme de 19 ans est conduite par sa tante chez le curé et exorciste de la paroisse, le père Mathias Vigan, pour être exorcisée. Après plusieurs semaines, Vicentia Tadagbé Tchranvoukinni (Daagbo) inquiète sa famille et le curé. Lors des séances de prière, elle se prend pour la Vierge Marie, l’Esprit Saint, Dieu le Père et veut se faire appeler «Parfaite». Les séances d’exorcisme ne se déroulent pas comme prévu. La jeune femme convainc le prêtre du bien-fondé de ses révélations. Dans les semaines qui suivent, le père Vigan répand à son tour les «révélations» de la jeune femme, qu’il héberge désormais chez lui. Un mouvement religieux naît finalement en août 2011, sous le nom d’« Église catholique privée de Banamè ». Elle divulgue des enseignements contraires au magistère de l’Église catholique et s’illustre dans l'appropriation de titres et d’offices ecclésiastiques. Plusieurs centaines de fidèles, à la recherche de miracles, la rejoignent, ainsi que des prêtres et des religieuses. Le père Vigan s’autoproclame «pape Christophe XVIII» en novembre 2012,,.

## Répercussions et actions de l'église catholique
Deux mois après cette création, Parfaite de Banamè, la fondatrice de l’Église de Banamè et le père Mathias Vigan, le prêtre, sont excommuniés. Les évêques du Bénin prennent l’affaire au sérieux. L'évêque Houndékon invite les "catholiques piégés ou abusivement séduits à revenir sans honte et sans peur". La conférence épiscopale invite, depuis 2013, les chrétiens à considérer cette Église comme un groupe de prière schismatique et interdit à tout catholique de la fréquenter sous peine de s’exposer à une sanction,.

## Secte
En plus de l’Église catholique, de nombreuses voix se sont fait entendre pour décrier les dérives de l’Église de Banamè, notamment après la mort par asphyxie de fidèles après un rituel de purification en 2017. Le président Thomas Boni Yayi critique lui aussi les "propos injurieux et nuisibles à la paix sociale que tient régulièrement Parfaite" contre l’Église catholique.
En avril 2016, Parfaite de Banamè appelle ses adeptes à voter Patrice Talon qu’elle appelle affectueusement son «fils légitime»,.

En janvier 2018, après une participation du président à une messe de l’Épiphanie, la prophétesse Parfaite de Banamè exprime des propos largement relayés sur les réseaux sociaux. Affirmant avoir été l’unique soutien de Patrice Talon pendant la campagne électorale et offert le suffrage des adeptes de son mouvement, par elle considéré comme levier électoral important. Elle déclare : 
Où était passé le clergé catholique en ce moment ?.
La proximité supposée entre Parfaite de Banamè et Patrice Talon suscite de nombreux commentaires. Ce qui pourrait expliquer le silence des autorités béninoises face aux dérives de l’Église de Banamè.